# Provinciale weg 253
De provinciale weg 253 (N253) is een provinciale weg in de provincie Zeeland. De weg loopt in Zeeuws-Vlaanderen en vormt een verbinding tussen de N61 ter hoogte van Schoondijke met de Nederlands-Belgische grens bij Sint Anna ter Muiden. Op Belgisch grondgebied loopt de weg verder als N376 richting Westkapelle tot in Brugge.
De weg is uitgevoerd als tweestrooks-gebiedsontsluitingsweg met buiten de bebouwde kom een maximumsnelheid van 80 km/h. Tussen Schoondijke en Oostburg heet de weg Lange Heerenstraat, als rondweg van Oostburg Commerswerveweg, tussen Oostburg en Draaibrug Nieuwstraat en Oostburgseweg, ten slotte draagt de weg tussen Draaibrug en Sint Anna ter Muiden de naam Rondweg.

## Geschiedenis
Oorspronkelijk was de huidige N253 een rijksweg. De weg was vanaf het Rijkswegenplan 1932 onderdeel van rijksweg 58, welke van Bergen op Zoom via Goes naar Vlissingen verliep, en op Zeeuws-Vlaanderen verder vanaf Breskens naar Draaibrug, waar de weg zich splitste in de hoofdroute naar de grens met België bij Sint Anna ter Muiden, en een zijtak, genummerd als rijksweg 58c, naar de grens bij Eede. Hoewel alle zijtakken met ingang van het rijkswegenplan van 1968 geschrapt werden als planweg, bleef de weg van Schoondijke naar Sint Anna ter Muiden behouden als planweg tot het laatste rijkswegenplan van 1984. Vanaf 1976 werd het Zeeuws-Vlaamse deel van rijksweg 58 bewegwijzerd als N58.
Uiteindelijk zou de opening van de Westerscheldetunnel tussen Borssele en Terneuzen in maart 2003 ervoor zorgen dat het veer tussen Vlissingen en Breskens uit de vaart werd genomen voor autoverkeer. Voor rijksweg 58 betekende dit dat de weg uit twee aparte delen bestond, die niet meer met elkaar verbonden waren. Uiteindelijk besloot Rijkswaterstaat hierdoor dat het gedeelte in Zeeuws-Vlaanderen werd overgedragen aan de provincie Zeeland. Deze nummerde de voormalige N58 tussen Breskens en Schoondijke als N676, en het gedeelte tussen Schoondijke en Sint Anna ter Muiden als N253.

## Voormalige N253
Het wegnummer N253 is een hergebruikt wegnummer. Tot 2003 werd het wegnummer N253 gebruikt voor de huidige N62 tussen Terneuzen en de grens met België ten oosten van Sas van Gent. Om een doorgaande route met één enkel wegnummer te creëren tussen de A58 bij Goes en Gent werd deze weg tezamen met een deel van de N254 onderdeel van de nieuwe N62.
N62 · N69 · N251 · N252 · N253 · N254 · N255 · N256/A256 · N257 · N258 · N260 · N261 · N262 · N263 · N264 · N266 · N267 · N268 · N269 · N270/A270 · N271 · N272 · N273 · N274 · N275 · N276 · N277 · N278 · N279 · N280 · N281 · N282 · N283 · N284 · N285 · N286 · N287 · N288 · N289 · N290 · N291 · N292 · N293 · N294 · N295 · N296 · N296n · N297 · N298 · N300 · N321 · N322 · N324 · N329 · N389 · N394 · N395 · N396 · N397

N556 · N562 · N564 · N570 · N572 · N590 · N595 · N598 · N601 · N602 · N605 · N607 · N612 · N613 · N615 · N616 · N617 · N618 · N620 · N622 · N625 · N629 · N631 · N632 · N637 · N638 · N639 · N640 · N641 · N651 · N652 · N653 · N654 · N655 · N656 · N658 · N659 · N660 · N661 · N662 · N663 · N664 · N665 · N666 · N667 · N668 · N669 · N670 · N671 · N673 · N674 · N675 · N676 · N682 · N683 · N686 · N689 · N690 · N831 · N843

Voormalige provinciale wegen: N299 · N551 · N552 · N553 · N554 · N555 · N560 · N561 · N563 · N565 · N566 · N567 · N568 · N571 · N574 · N580 · N581 · N582 · N583 · N584 · N585 · N586 · N587 · N588 · N589 · N591 · N592 · N593 · N594 · N596 · N597 · N603 · N604 · N606 · N608 · N610 · N611 · N614 · N619 · N621 · N623 · N624 · N626 · N628 · N630 · N634 · N642 · N657